# Cuenca del Guadarrama
Según la Guía de Turismo Rural y Activo, editada por la Dirección General de Turismo (Consejería de Cultura y Turismo) de la Comunidad de Madrid, la Cuenca del Guadarrama es una de las comarcas de la Comunidad de Madrid, España, bañada por las aguas del río Guadarrama.
El municipio más poblado es Collado Villalba.

## Geografía
La comarca se encuentra en el centro-oeste de la Comunidad de Madrid, alargándose de norte a sur siguiendo el trazado del río Guadarrama y pasando por diferentes altitudes que evidencian una variedad de paisajes. El parque regional del Curso medio del río Guadarrama y su entorno protege gran parte del sur de la comarca.
El clima de la comarca varía de norte a sur, del clima de montaña al mediterráneo continental. Las precipitaciones son abundantes y las temperaturas suelen ser bajas en invierno y moderadas en verano.

## Patrimonio
La comarca Cuenca del Guadarrama posee un importante patrimonio, principalmente en los municipios de la sierra. San Lorenzo de El Escorial alberga un complejo urbano de importancia arquitectónica que abarca desde el famoso Monasterio de El Escorial, construido para albergar el Panteón Real y donde se encuentran enterrados monarcas españoles de las casas de Austria y Borbón, hasta cualquier edificio de su casco histórico, pasando por el Real Coliseo de Carlos III o La Casita del Infante. 
En El Escorial, localidad hermanada con su vecino San Lorenzo, también se puede disfrutar de atractivos patrimoniales como la iglesia de San Bernabé o la Casita del Príncipe. El Primer domingo de septiembre tiene lugar la fiesta de la Romería de la virgen de la Herrería en El Escorial, declarada de Interés Turístico Regional. En los alrededores de este municipio destaca por su interés forestal el Monte Abantos, el mirador de la Silla de Felipe II o el Valle de los Caídos, santuario y monumento conmemorativo de la guerra civil española.
Guadarrama, el municipio que da nombre a la Sierra es un lugar plagado de recursos naturales conocido desde antaño. Por aquí pasaba la calzada romana que iba hasta la Fuenfría.
Cercedilla, en el corazón del parque nacional de la Sierra de Guadarrama, es un pueblo serrano rodeado de una variada vegetación y de piscinas naturales. Entre su patrimonio destacan los puentes romanos, su calzada, su iglesia románica o su antigua estación ferroviaria.

## Turismo
El puerto de la Fuenfría es un cruce de caminos muy conocido para los amantes del senderismo. Uno de ellos es el Camino Schmidt que conduce hasta Navacerrada en un paseo rodeado de pinos silvestres centenarios y un amplio valle.
Gran parte de la economía de la sierra se basa en las estaciones de Navacerrada y Valdesquí para la práctica del esquí y snowboard en invierno. En el Puerto de Cotos, también se puede practicar otros deportes invernales como el esquí de fondo.

## Municipios de la comarca
La comarca está formada por los siguientes municipios, con la superficie en kilómetros cuadrados, y su población en el año 2023:
| Municipio                  | Superficie | Población |
| -------------------------- | ---------- | --------- |
| Total comarca              | 764,28     | 300.084   |
| Alpedrete                  | 12,64      | 15.312    |
| Becerril de la Sierra      | 30,35      | 6.277     |
| Brunete                    | 48,94      | 11.014    |
| Cercedilla                 | 35,78      | 7.648     |
| Collado Mediano            | 22,57      | 7.490     |
| Collado Villalba           | 26,52      | 65.657    |
| Colmenarejo                | 31,7       | 9.534     |
| El Boalo                   | 39,59      | 8.424     |
| El Escorial                | 68,75      | 16.873    |
| Galapagar                  | 64,99      | 35.273    |
| Guadarrama                 | 56,98      | 17.063    |
| Los Molinos                | 19,56      | 4.786     |
| Moralzarzal                | 42,56      | 14.124    |
| Navacerrada                | 27,29      | 3.282     |
| Quijorna                   | 25,71      | 3.863     |
| San Lorenzo de El Escorial | 56,4       | 18.489    |
| Valdemorillo               | 93,68      | 13.651    |
| Villanueva de la Cañada    | 34,92      | 23.593    |
| Villanueva del Pardillo    | 25,35      | 17.731    |